# Kanton Vénissieux-Sud
Vénissieux-Sud ist ein ehemaliger französischer Kanton im Arrondissement Lyon und in der Region Rhône-Alpes. Er gehörte ursprünglich zum Département Rhône und umfasste den südlichen Teil der Stadt Vénissieux. Der Kanton wurde abgeschafft, als auf seinem Einzugsgebiet die Métropole de Lyon das Département Rhône als übergeordnete Gebietskörperschaft zum Jahreswechsel 2014/2015 ablöste und die Kantone ihre Funktion als Wahlkreise verloren. Seine letzte Vertreterin im conseil général des Départements war Marie-Christine Burricand (PCF), sie folgte auf Guy Fischer (ebenfalls PCF, Amtszeit 1982–2008) nach.